# Cinéma algérien
C'est au cœur de la guerre de libération d'Algérie que le cinéma algérien a fait ses débuts. Malgré de faibles échos dans les programmations occidentales, il recèle des œuvres de qualité : le film de Mohammed Lakhdar-Hamina, Chronique Des Années De Braise (Palme d'or 1975 au Festival de Cannes), celui de Mohamed Zinet, Alger Insolite (Tahyia ya Didou), Omar Gatlato de Merzak Allouache. Le septième art algérien s'est développé avec les festivals et les autres activités culturelles.
L'Algérie, dans les années soixante, a également participé à des coproductions de grande valeur : La Bataille d'Alger (1966), L'Étranger (1967), Z (1969), Remparts d'Argile (1970). L'Algérie, malgré son indépendance tardive, est le seul pays arabe et africain à avoir reçu une Palme d'or au festival de Cannes et l'un des trois pays africains à avoir gagné l'oscar du meilleur film étranger, avec l'Afrique du Sud et la Côte d'Ivoire. La qualité du film algérien est souvent mise en exergue par les nominations aux oscars et autres prix internationaux.

## Cinéma colonial en Algérie
L'arrivée du cinéma en Algérie se fait sous la domination française. Le cinéma colonial sert à justifier les politiques établies, et à gagner la sympathie des Algériens. La première apparition du cinéma en Algérie remonte à l'époque du colonialisme français (1830-1962). Les Frères Lumière ont chargé leurs photographes de tourner des documentaires sur les villes, la nature et les habitants de l'Algérie. Le gouvernement colonial français utilisait également le cinéma et les films comme moyen de propagande pour blanchir la réputation de son colonialisme et renforcer les stéréotypes sur les Algériens. Les films de cette période portaient des titres tels que Le drôle de musulman (1897), Ali boit de l'huile (1907) et d'autres titres décrivant le peuple algérien de manière caricaturale. Les personnages arabes sont sans profondeur, interchangeables et intemporels, et toujours joués par des acteurs français. Le film Le Désir (1928) d'Albert Durec, qui aborde le sujet de la polygamie, est un exemple de l'approche superficielle du cinéma colonial. Les décors exotiques sont tout aussi caricaturaux : palmiers, chameaux, femmes lascives…,
Le colonisateur empêche le développement de l'industrie algérienne au profit de la production française et fait obstacle à l'édification d'une industrie nationale de production de films. Une quinzaine de films sont tournés par année, en territoire algérien, mais sans aucune industrie sur place. Et toute la postproduction s'effectue en France. L'Algérie est en fait, le décor d’un certain cinéma français.
Quelques films muets tournés au moins partiellement en Algérie :
- L'Atlantide (Jacques Feyder, 1921)
- L'Aventurier (Maurice Mariaud, 1924)
- Le Désir (Albert Durec, 1928)
- Le Bled (Jean Renoir, 1929)

Les films sont projetés dans des établissements avec aménagement en salle de projection. En 1914, Alger compte sept "théâtres cinéma" pour la seule projection cinématographique, 12 salles en 1902, 40 en 1939. L'Algérie dispose de 188 salles de projection en 1939 (dont 40 à Alger, et 22 à Oran). Entre les deux guerres, les caravanes cinématographiques, projections itinérantes, ne se détachent pas de la propagande coloniale, elles diffusent le message colonial.
Le rassemblement de population étant propice à la discussion et à la contestation, un travail de censure est assez rapidement mis en place par les autorités de manière à éviter de diffuser du matériel suspect de dangerosité culturelle, sociale ou politique.
Parmi les films parlants au moins partiellement tournés en Algérie avant 1960 :
- Pépé le Moko (Julien Duvivier, 1937)
- Casbah (John Cromwell, 1938)
- Torrents (Serge de Poligny, 1947)
- Casbah (John Berry, 1948)
- La Soif des hommes (Serge de Poligny, 1950)
- Au cœur de la Casbah (Pierre Cardinal, 1952)

Après l'indépendance, l'Algérie est le territoire supposé de l'action de (certaines scènes de) certains films étrangers, dont :
- Héros sans retour (Frank Wisbar,1964)
- Les Aventures extraordinaires de Cervantes (Vincent Sherman, 1967)

Un certain nombre de films dont une partie du scénario (non algérien) est supposée se dérouler en Algérie sont tournés hors d'Algérie, par commodité. Ce n'est pas le cas de La Bataille d'Alger (1966), ni de La Trahison (2005) : Guerre d'Algérie au cinéma, Liste de films sur la guerre d'Algérie.
Le cinéma documentaire (en Algérie, comme dans tous les territoires coloniaux), avant 1960, mériterait une étude spécifique.

## Naissance du cinéma algérien
Comme beaucoup de choses liées à l'identité algérienne, le cinéma proprement algérien est né des circonstances et à l'occasion de la Guerre d'Algérie. offrant par là, une thématique profonde et tragique du vécu algérien et comme un moyen de propagande de guerre. Dans les années 50, un anticolonialiste français, René Vautier, a suggéré aux dirigeants du Front de Libération Nationale (FLN) de produire un film décrivant les horreurs infligées par les forces françaises pendant la guerre et de faire connaître au monde la cause algérienne. L'idée plaît aux dirigeants du FLN et, en 1957, Djamel Chanderli, Mohammed Lakhdar-Hamina et Ahmed Rachedi créent une cellule de production cinématographique afin de documenter l'expérience algérienne pendant la guerre de libération. L'Algérie en flammes, produit par René Vautier en 1958, est le premier film produit à cette époque, après quoi des films tels que Les fusils de la liberté (1961), La voix du peuple (1961) et Notre Algérie (1961) ont été produits.
Dans la Wilaya I Zone V : un petit groupe de quatre ou cinq combattants de l'A.L.N., ayant appris quelques rudiments du métier, se constitue en équipe de tournage cinématographique. Cette équipe réalise pour la télévision quatre émissions dont l'audience internationale s'élargit par le relais des télévisions des pays socialistes. L'une de ces émissions présente « la cellule cinématographique de l'A.L.N », les autres documents concernent le rôle des infirmières de l'A.L.N., une attaque des moudjahidine (maquisards) contre les mines de l'Ouenza, symbole de la colonisation.
Le cinéma algérien s'organise par la constitution d'un comité de cinéma (lié au GPRA) puis par la création d'un Service du cinéma du G.P.R.A., enfin par la mise sur pied d'un Service du cinéma de l'A.L.N. Les négatifs des films tournés dans les maquis, sont mis en sécurité en Yougoslavie, pays solidaire de la cause de l'indépendance algérienne. Ainsi se créent les premières archives du Cinéma Algérien en pleine Guerre d'Algérie.
Pendant les années qui ont suivi l'indépendance, la révolution de libération était encore le thème principal de la plupart des quelques films algériens qui sont sortis. Certains d'entre eux ont remporté des prix internationaux. La Bataille d'Alger (1966) du réalisateur italien Gillo Pontecorvo a remporté le Lion d'or au festival du film de Venise, et Chronique Des Années De Braise (1975) de Mohammed Lakhdar-Hamina a remporté la Palme d'or au Festival de Cannes et le prix du Festival international du film de Moscou. Mohammed Lakhdar-Hamina fut le premier Africain à recevoir la Palme d'or.
Après l'indépendance en 1962, et en raison de nombreux facteurs politiques et sociaux, le nouvel État algérien indépendant a adopté des politiques socialistes pour gérer les affaires du pays. Le gouvernement a été le principal bailleur de fonds de la plupart des productions cinématographiques locales depuis l'indépendance. Dans les premières décennies qui ont suivi l'indépendance, en particulier pendant la présidence de Houari Boumédiène, on a assisté à un élan général de la production cinématographique et à un intérêt populaire pour le cinéma. Le président Boumediene était connu pour son intérêt pour les visuels culturels en général, et le cinéma en particulier. La présidence de Boumédiène, associée à la récence de l'indépendance, a créé une atmosphère générale dans tous les domaines pleine de sentiment patriotique, ce qui a été appelé à l'époque "la continuation de la voie révolutionnaire". Cette atmosphère générale a formé l'identité du cinéma algérien de l'époque.
Après la Guerre civile algérienne, entre 1992 et 2003, depuis le retour à la paix, l’État algérien se ressaisit du cinéma, qu’il avait délaissé à partir de la crise économique des années 1980, pour en faire un instrument de roman national. Il réinvestit ainsi l’histoire du pays en remettant à l’honneur la résistance au colonialisme. Afin de recouvrir la mémoire douloureuse de la guerre civile par une séquence du récit national tout aussi douloureuse mais glorieuse, le Ministère de la Culture et le Ministère des Moudjahidine consacrent une part importante de son budget à la production cinématographique. Les personnages clefs de la lutte d'indépendance sont évoqués sous forme de biopics, alors qu'avant les personnages étaient fictifs. En outre, le rôle des femmes dans l’histoire de la résistance algérienne est désormais évoqué. Fadhma N’Soumer (Belkacem Hadjadj, 2013) célèbre une figure féminine de la résistance. Dans Le Puits (Lotfi Bouchouchi, 2016), les maquisards algériens qui occupent les premiers rôles sont des femmes qui se sacrifient pour apporter de l’eau à la communauté assiégée par l’armée française.
Au début des années 2020, après le mouvement du Hirak et avec l'émergence des plateformes de streaming, les co-productions internationales réinvestissent l'Algérie, comme la série franco-allemande de Arte Alger Confidentiel (2022), Miskina, la pauvre (2022) de Melha Bedia, le film franco-algérien Omar la fraise (2023) de Élias Belkeddar, La Dernière Reine de Damien Ounouri et Adila Bendimerad (2022)...

### Liberté de création
La loi 17 février 2011 « relative à la cinématographie », précise en son article 5 que « sont interdits le financement, la production et l'exploitation de toute production cinématographique portant atteinte aux religions ou à la guerre de libération nationale, ses symboles et son histoire ou glorifiant le colonialisme ou portant atteinte à l'ordre public ou l'unité nationale ou incitant à la haine, à la violence et au racisme. ». Les films traitant de la guerre d'indépendance deviennent soumis à autorisation. En 2024, un projet de loi introduit pour la première fois des peines de prison pour les professionnels du cinéma ne se conformant pas aux règles prévues,.
C'est dans ce contexte que le film Larbi Ben M'hidi, sorti en 2018, n'est autorisé pour une exploitation en salle qu'en 2024.

## Galerie

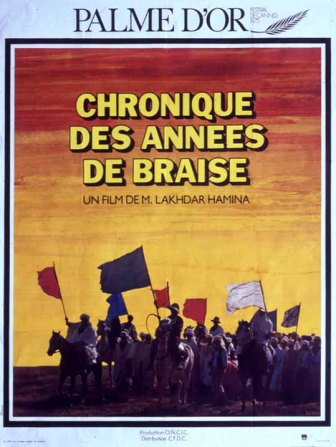
Chronique des années de braise de Mohammed Lakhdar-Hamina (1975)
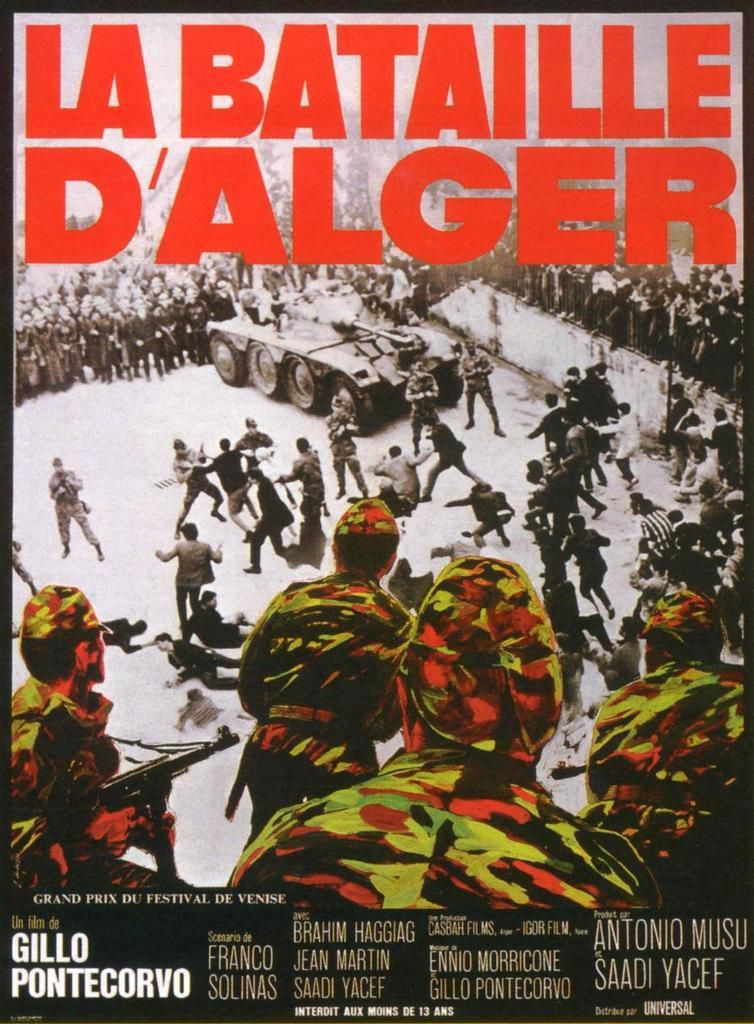
La Bataille d'Alger de Gillo Pontecorvo (1966)
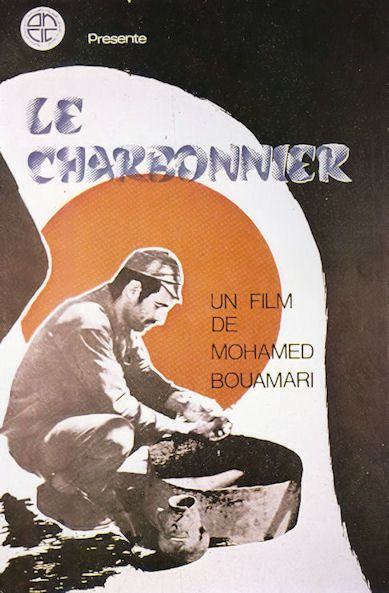
Le Charbonnier de Mohamed Bouamari (1973)
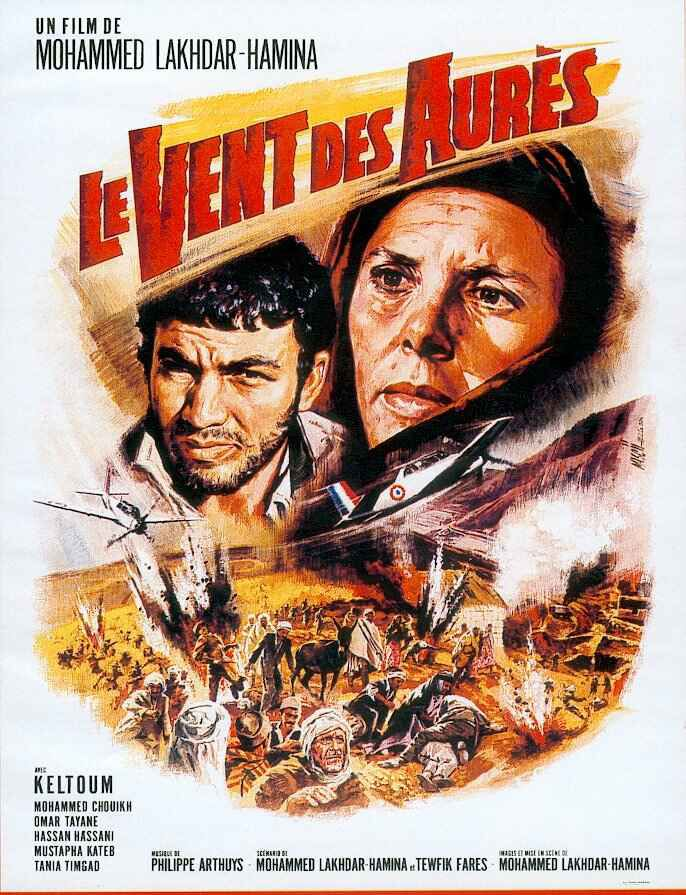
Le Vent des Aurès (1966) de Mohammed Lakhdar-Hamina
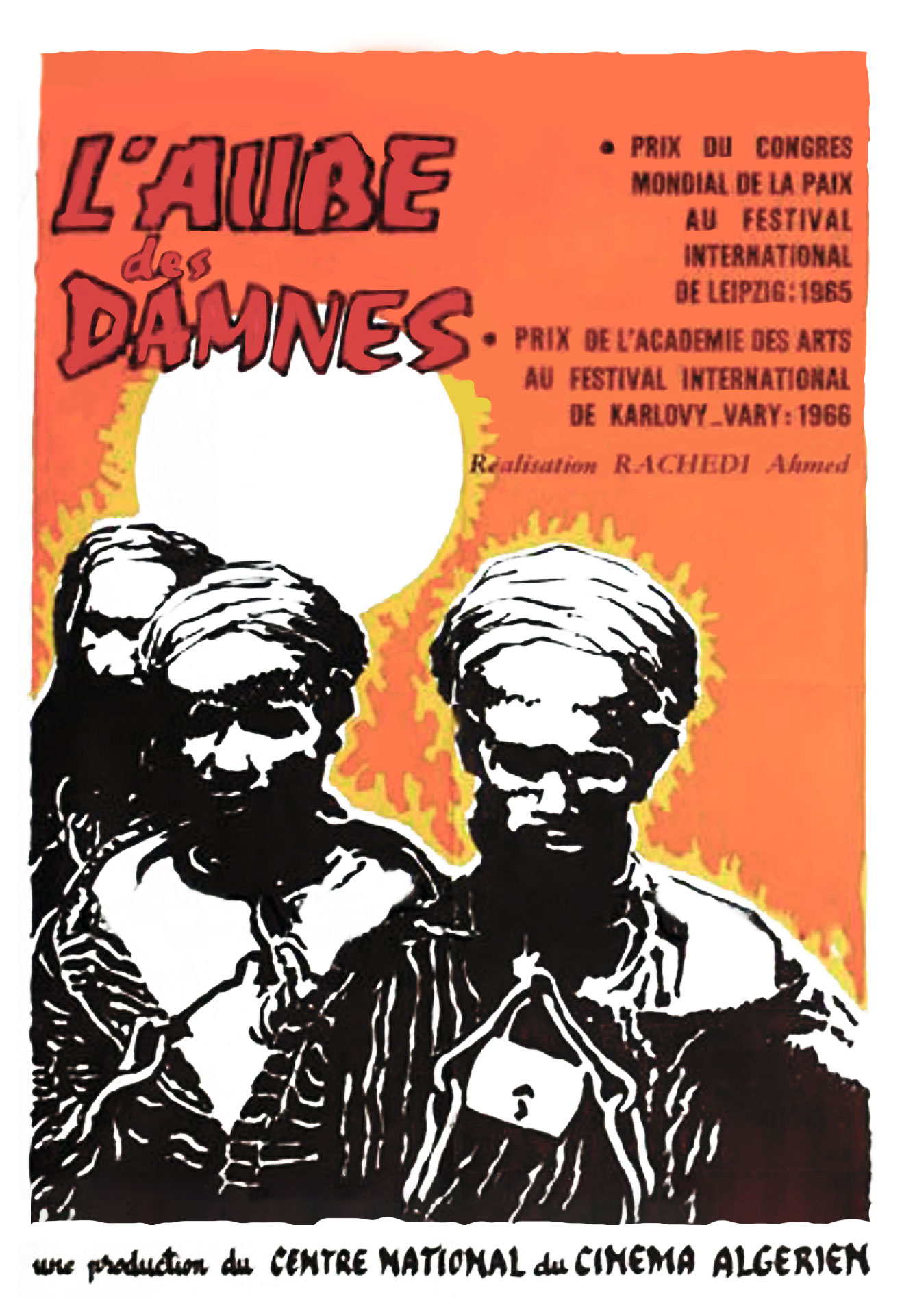
L'Aube des damnés d' Ahmed Rachedi (1965)
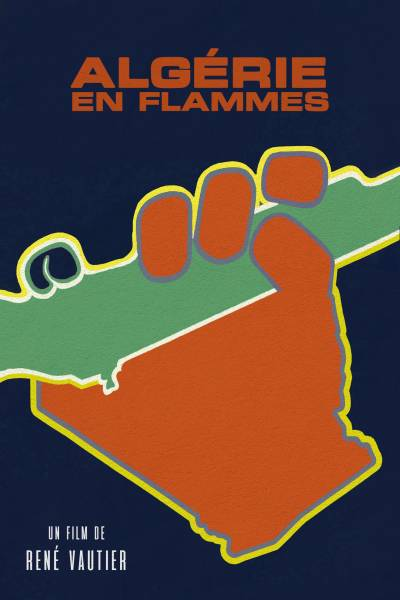
Algérie en flammes de René Vautier (1958)
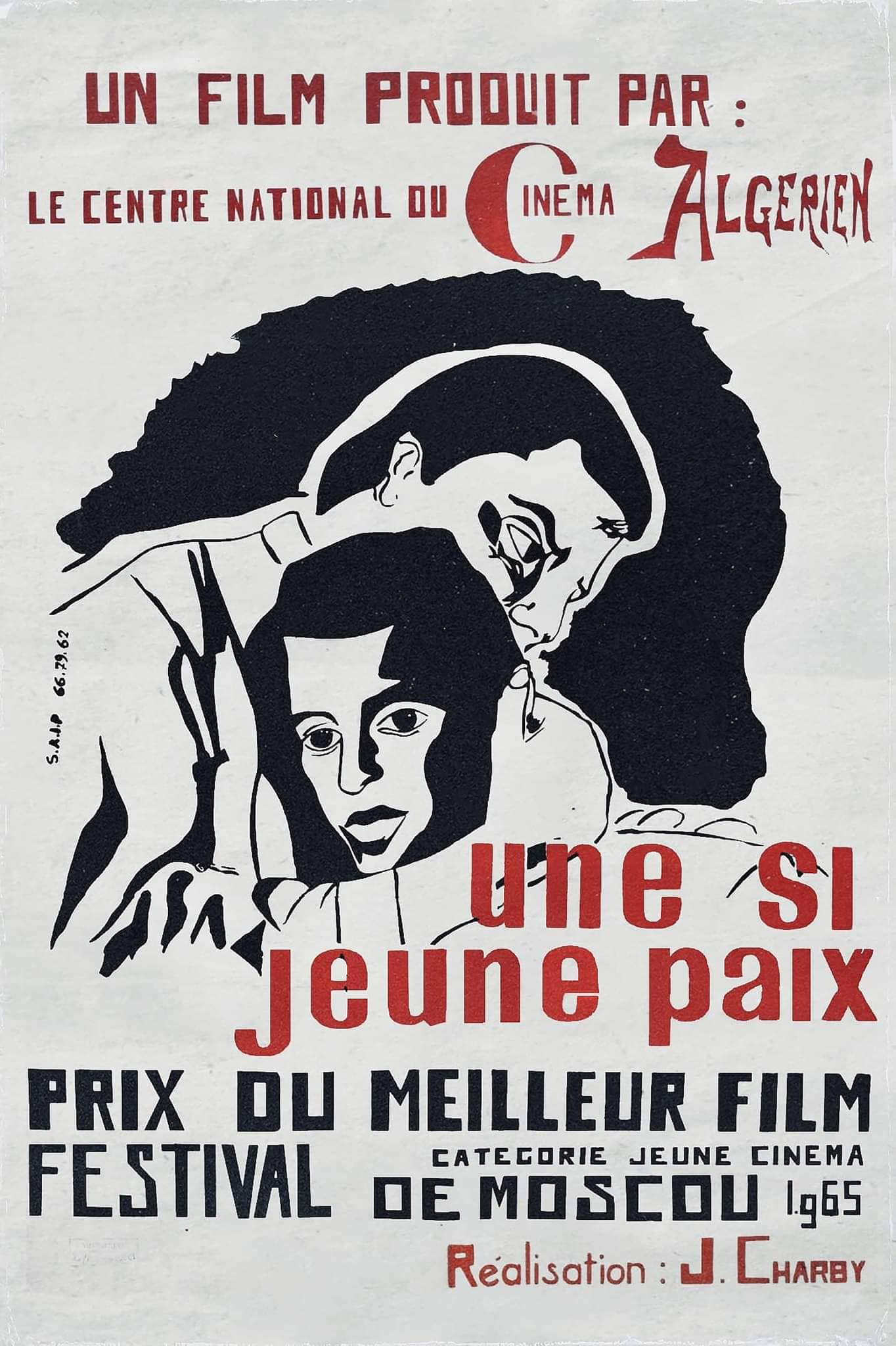
Une si jeune paix de Jacques Charby (1965)
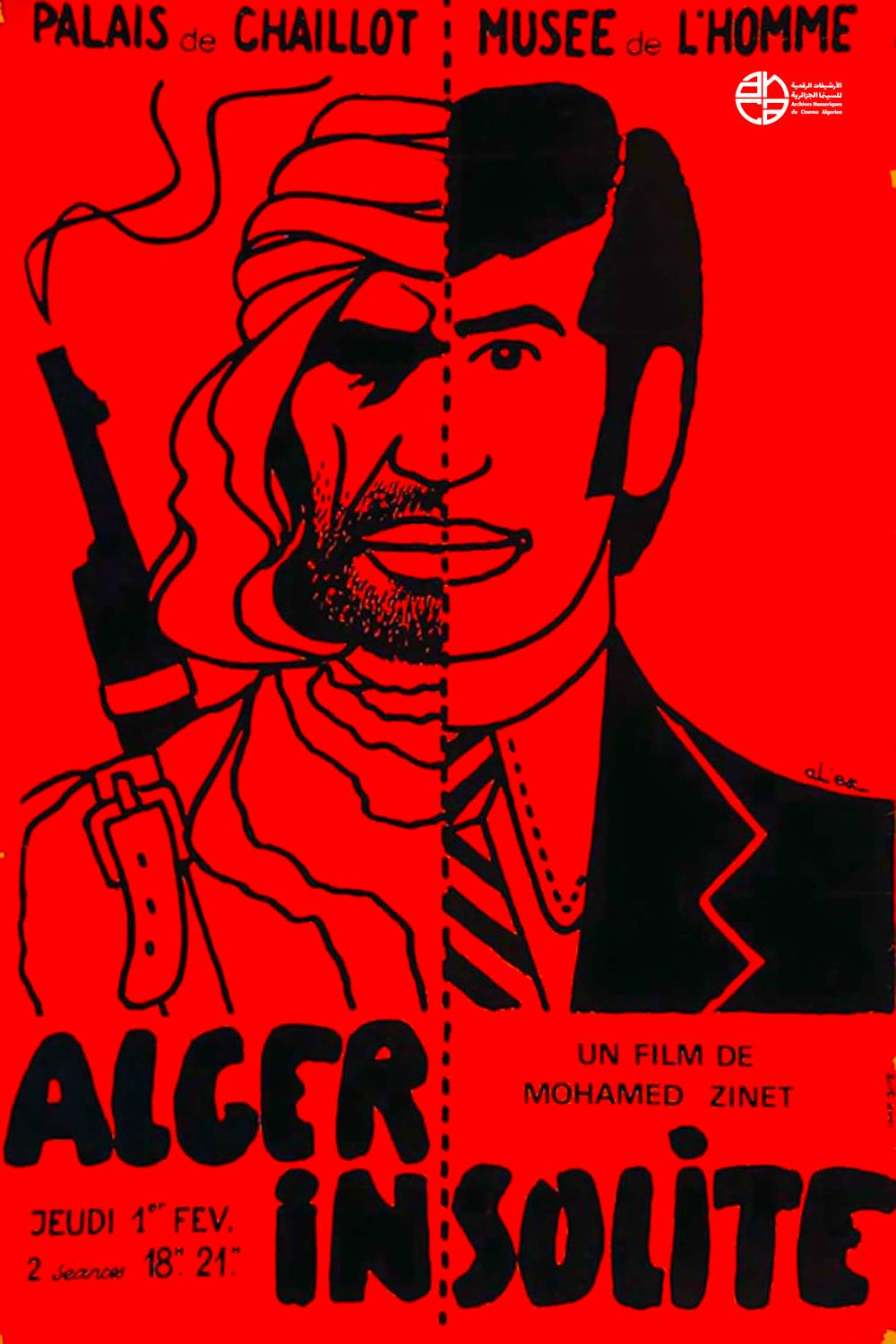
Alger insolite de Mohamed Zinet (1971)
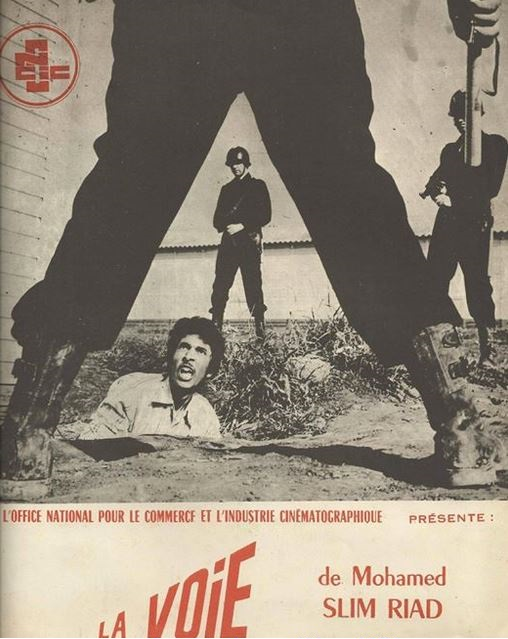
La Voie de Mohamed Slim Riad (1968)
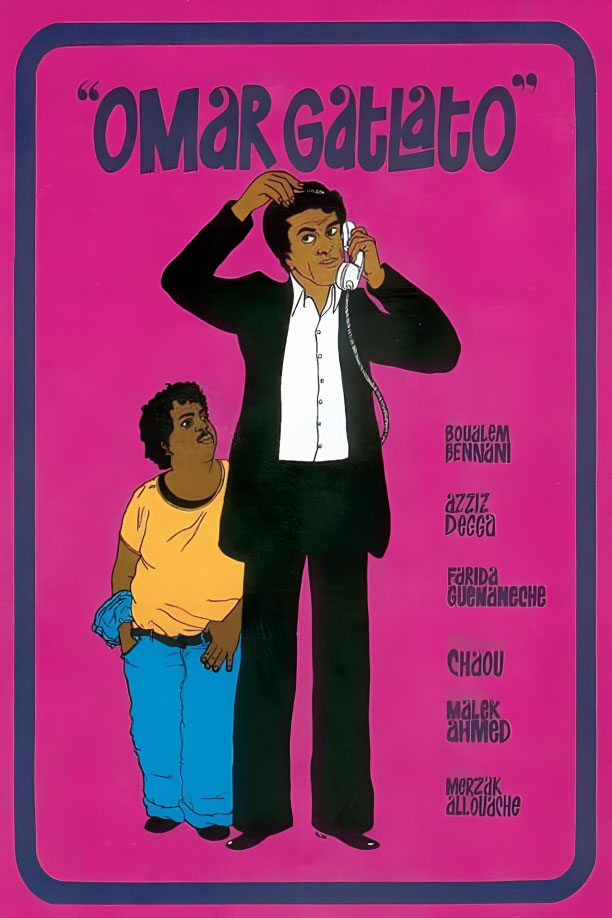
Omar Gatlato de Merzak Allouache (1976)

## Premières réalisations
- 1956-1957
  - Les Réfugiés, court métrage 16 mm réalisé par Cécile Decugis (tourné en Tunisie). Sa participation au Réseau Jeanson valut à la réalisatrice deux années de détention dans les prisons françaises.

- 1957
- Courts métrages tournés par les élèves de l'École de formation du cinéma.
  - L'École de Formation de Cinéma
  - Les Infirmières de l'A.L.N.
  - L'Attaque des mines de l'Ouenza

- 1957-1958
  - L'Algérie en flammes, court métrage 16 mm couleurs réalisé par René Vautier, produit par René Vautier et la D.E.F.A. (R.D.A.).

- 1958
  - Sakiet Sidi Youssef, court métrage réalisé par Pierre Clément.
  - Les Réfugiés, court métrage produit et réalisé par Pierre Clément.

- 1960-1961
  - Djazairouna, long métrage basé sur des images de Une nation, l'Algérie réalisé par René Vautier en 1955 et des images de Djamel Chanderli prises au maquis. Réalisation : Docteur Chaulet, Djamel Chanderli, Mohammed Lakhdar-Hamina. Producteur : Service Cinéma G.P.R.A.

- 1961
  - J'ai huit ans, court métrage réalisé par Yann et Olga Le Masson et René Vautier. La préparation du film fut assurée par Jacques Charby et Frantz Fanon. Producteur : Comité Maurice Audin.
  - Yasmina, court métrage réalisé par Djamel Chanderli et Mohammed Lakhdar-Hamina. Producteur : Service Cinéma G.P.R.A.
  - La Voix du peuple, réalisé par: Mohammed Lakhdar-Hamina. Djamel Chanderli. Producteur : Service Cinéma G.P.R.A.
  - Les Fusils de la liberté, réalisé par: Djamel Chanderli et Mohammed Lakhdar-Hamina. sur un scénario de Serge Michel. Producteur : Service cinéma G.P.R.A.

- 1960-1961
  - Cinq hommes et un peuple, réalisation : René Vautier.

## Structures du cinéma algérien depuis l'indépendance
- 1962 : Création de C.A.S.B.A.H.-Films. Société privée de production et de distribution cinématographiques. Constitution d'un centre audiovisuel sous l'impulsion du Ministère de la Jeunesse et des Sports.

- 1963 : Création du « Centre de Diffusion Populaire » (C.D.P). Décret N.°63-15, du 9 juillet 1963. Création de « L'Office des Actualités Algériennes » (O.A.A). Décret N.°63-15, du 9 janvier 1963.

- 1964 : Création du « Centre National du Cinéma Algérien » (C.N.C). Décret N.°64-164, du 8 juin 1964. (modifié et complété par Décret N.°64-261, du 31 août 1964).

## Nationalisation de l'exploitation cinématographique
Décret N.°64-241, du 19 août 1964. Création de « L'Institut National du Cinéma » (I.N.C.), place sous l'autorité du C.N.C 
Création de la « Cinémathèque Nationale Algérienne ». Décret N.°64-164, du 8 juin 1964.
- 1967 : Dissolution du C.N.C. et de l'I.N.C. Ordonnance N.°67-49, du 17 mars 1967.
- Création du Centre Algérien de la Cinématographie (C.A.C). Ordonnance N.°67-50, du 17 mars 1967 (réorganisé par ordonnance N.°68-611, du 15 novembre 1968).

## Création de l'O.N.C.I.C
L'Office National pour le Commerce et l'Industrie Cinématographique (ONCIC), est créé en 1967. Réglementation de l'art et de l'industrie cinématographique Ordonnance N.°67-52, du 17 mars 1967, modifiée et complétée par ordonnance N.°68-612, du 15 novembre 1968, modifiée par ordonnance N.° 69-34, du 22 mai 1969 (monopole de l'importation et de la distribution confiés exclusivement à l'O.N.C.I.C.). Arrêté du 15 mai 1970 fixant la date d'entrée en vigueur (1er juin 1970) du monopole attribué à l'O.N.C.I.C. dans le domaine de la coproduction.
- 1968 : Création de "Centre de Diffusion Cinématographique" (C.D.C). Décret N.° 68-623, du 15 novembre 1968 (modifié par décret N.°69-95, du 8 juillet 1969.

- 1974 : Intégration de l'O.A.A à l'O.N.C.I.C. Ordonnance N.°74-47, du 31-1-1974 L'O.N.C.I.C. est chargé de la production de la Presse Filmée. Restructuration du secteur audiovisuel.

## Filmographie générale
- 1965 : L'Aube des damnés (Faj al mu'adhdhabin), documentaire d'Ahmed Rachedi
- 1965 : Une si jeune paix (Al-Salam Al-Walid), documentaire de Jacques Charby
- 1965 : La nuit a peur du soleil (Al laylou yakhaf ash-sham), de Mustapha Badie, doc. en coproduction avec la RTA et le CNC
- 1966 : Le Vent des Aurès (Rih al Awras), de Mohammed Lakhdar-Hamina
- 1968 : Hassan Terro, de Mohamed Lakhdar Hamina (90 minutes)[11].
- 1968 : La Voie (Al-Tariq), de Mohamed Slim Riad
- 1969 : La Mer de Ghaouti Bendeddouche
- 1970 : L'Opium et le Bâton (Al afyun wal-'asa), d'Ahmed Rachedi, d'après Mouloud Mammeri
- 1970 : L'Histoire de Houria (50 min), de Khaled Maachi
- 1970 : Vas-et-viens (90 min) d'Ahmed Lallem
- 1971 : Gorine de Mohamed Ifticène, produit par la RTA
- 1971 : Alger insolite (Tahia ya Didou !) de Mohamed Zinet (76 minutes)[11]
- 1971 : Patrouille à l'est d'Amar Laskri
- 1972 : Le Charbonnier (Al fahham), de Mohamed Bouamari
- 1972 : Noua, d'Abdelaziz Tolbi
- 1972 : Auprès du peuplier (Min qurb al-saf-saf), de Moussa Haddad
- 1973 : Sueur noire (Al-araq al-aswad), de Sid Ali Mazif
- 1973 : Les Bonnes Familles de Djaffar Damardji
- 1973 : Les Vacances de l'inspecteur Tahar (Utlat al-muffatich Tahar), de Moussa Haddad
- 1974 : Zone interdite (Al-faiza), d'Ahmed Lallem
- 1974 : L'Héritage (Al irth) de Mohamed Bouamari
- 1974 : Le Doigt dans l'engrenage d'Ahmed Rachedi
- 1974 : Les Pêcheurs (Echekba) de Ghaouti Bendeddouche
- 1975 : Les Nomades de Sid Ali Mazif
- 1975 : Chronique des années de braise (Waqai sinin al jamr) de Mohammed Lakhdar-Hamina - Palme d'or au Festival de Cannes
- 1976 : Omar Gatlato de Merzak Allouache
- 1976 : Les Déracinés, de Lamine Merbah
- 1977 : La Nouba des femmes du mont Chenoua d'Assia Djebar
- 1977 : Barrières (Al-Hajiz), d'Ahmed Lallem .
- 1978 : Leïla et les autres de Sid Ali Mazif
- 1979 : Ali au pays des mirages (Ali fi bilad al sarab) d'Ahmed Rachedi
- 1979 : Premier Pas, de Mohamed Bouamari
- 1979 : Nahla (en) de Farouk Beloufa
- 1980 : Djalti de Mohamed Ifticène, produit par la RTA
- 1981 : Pour une vie meilleure de Hamid Benamra
- 1982 : La Zerda ou les chants de l'oubli d'Assia Djebar
- 1982 : Vent de sable (Riah al raml), de Mohammed Lakhdar-Hamina
- 1982 : L'Homme qui regardait les fenêtres (Al radjoul oun na fitta) de Merzak Allouache
- 1982 : Une femme pour mon fils (Zawja li lbny) d'Ali Ghalem
- 1982 : L'Empire des rêves (Mamlakat al-ahlaam) de Jean-Pierre Lledo
- 1982 : De la vie des amateurs d'Hamid Benamra
- 1982 : Le Refus (Al-rafdt), de Mohamed Bouamari
- 1983 : Histoire d'une rencontre (Hikâyat Liqa), de Brahim Tsaki
- 1983 : Chant d'automne (Ughniyat al-Kharif), de Mohammed Meziane Yala
- 1983 : Histoire Off de Hamid Benamra
- 1985 : Une manière de vivre de Hamid Benamra
- 1986 : Cri de pierre (Coûrakh al-hajar) d'Abderrahmane Bouguermouh
- 1986 : La Dernière image (Al-sour al-akhira), de Mohammed Lakhdar-Hamina
- 1986 : Houria de Sid Ali Mazif
- 1988 : La Citadelle, de Mohammed Chouikh
- 1989 : La Rose des sables (Louss, wardat al-rimal), de Rachid Benhadj
- 1990 : Les Enfants des néons, de Brahim Tsaki
- 1991 : Automne… Octobre à Alger (Refsou), de Malik Lakhdar-Hamina
- 1991 : Ombres blanches, de Saïd Ould-Khelifa
- 1993 : Touchia, de Rachid Benhadj
- 1993 : Le Démon au féminin, de Hafsa Zinaï-Koudil
- 1993 : L'Honneur de la tribu (Charaf al qabilu), de Mahmoud Zemmouri, d'après Rachid Mimouni
- 1993 : Youcef ou la légende du septième dormant, de Mohammed Chouikh
- 1994 : Carnaval fi Dachra, de Mohamed Oukassi, produit par Entreprise nationale de télévision algérienne
- 1996 : La Colline oubliée d'Abderrahmane Bouguermouh d'après le roman de Mouloud Mammeri
- 1996 : Elles pour mémoire, documentaire, Malika Laichour Romane
- 1996 : La Moitié du ciel d'Allah (documentaire), de Djamila Sahraoui
- 1997 : L'Arbre du désert, de Mohammed Chouikh
- 1998 : Décibled (doc.), de Malek Bensmaïl
- 1998 : Algérie la vie quand même (doc.) de Djamila Sahraoui
- 1998 : La Fiancée polonaise (fiction) de Karim Traidia
- 1999 : Boudiaf, un espoir assassiné (doc.) de Malek Bensmaïl
- 2000 : Les Diseurs de vérité (fiction) de Karim Traidia
- 2002 : Rachida de Yamina Bachir-Chouikh
- 2003 : La Voisine de Ghaouti Bendeddouche
- 2004 : Aliénations (documentaire) de Malek Bensmaïl
- 2004 : Al Manara de Belkacem Hadjadj
- 2004 : Les Suspects de Kamal Dehane
- 2005 : Douar de femmes de Mohammed Chouikh
- 2005 : Le Grand Jeu (doc.) de Malek Bensmaïl
- 2006 : Barakat ! de Djamila Sahraoui
- 2007 : En hammam de rêve de Mohamed Chichi
- 2007 : Mascarades de Lyes Salem
- 2007 : Ayrouwen de Brahim Tsaki
- 2007 : Arezki l'indigène, de Djamel Bendeddouche (90 minutes)[11]
- 2010 : Le Dernier safar de Djamel Azizi (80 minutes)[11]
- 2010 : La Place de Dahmane Ouzid (119 minutes)[11]
- 2012 : Zabana ! de Said Ould Khelifa (104 minutes)
- 2012 : Bouts de vies, Bouts de rêves (100 minutes) de Hamid Benamra
- 2013 : Yema de Djamila Sahraoui (91 minutes)
- 2014 : Tahaddi Imraae de Baya El Hachemi
- 2015 : Dans ma tête, un rond-point[12] d'Hassen Ferhani (1986-)
- 2016 : Rêveries de l'Acteur Solitaire (90 minutes) de Hamid Benamra
- 2016 : Hizam de Hamid Benamra (90 minutes)
- 2019 : Timelife de Hamid Benamra (100 minutes)
- 2022 : Khamsa - Le Puits de l'oubli de Khaled Chiheb (77 minutes)
- 2023 : Kyoko, la saison des vendanges des rêves de Hamid Benamra (110 minutes)
- 2024 : Second Line de Hamid Benamra (120 minutes)

## Coproductions
- 1966 : La Bataille d'Alger de Gillo Pontecorvo, italo-algérien (121 minutes, 157 minutes version doublée française)
- 1967 : L'Étranger (Lo straniero) de Luchino Visconti, italo-franco-algérien
- 1969 : Z de Costa-Gavras, franco-algérien
- 1970 : Remparts d'argile de Jean-Louis Bertuccelli, franco-algérien
- 1983 : Les Folles Années du twist de Mahmoud Zemmouri, franco-algérien
- 1990 : Le Cri des hommes d'Okacha Touita
- 1994 : Bab El-Oued City de Merzak Allouache, franco-germano-suisse (91 minutes)[11]
- 1998 : Fleur de Lotus de Amar Laskri et Trân Dac, algéro-vietnamien
- 2005 : Bab el web', de Merzak Allouache
- 2006 : Rome plutôt que vous (Roma wa la n'touma, de Tariq Teguia, franco-algérien (111 minutes)[11]
- 2007 : Morituri d'Okacha Touita
- 2007 : Délice Paloma de Nadir Moknèche
- 2009 : Harragas de Merzak Allouache, franco-algérien (103 minutes)[11]
- 2010 : La Chine est encore loin de Malek Bensmaïl, franco-algérien (120 minutes)
- 2014 : La Preuve de Amor Hakkar, algéro-italo-émirien

## Principales récompenses
- Une si jeune paix
  - Prix du Jeune Cinéma à Moscou en 1965.

- La Bataille d'Alger
  - Lion d'or à la Mostra de Venise 1966, ce qui provoqua la colère de la délégation française[réf. nécessaire].
  - Primé à Cannes et nommé aux Oscars.

- Z
  - Prix spécial du jury à Cannes en 1969
  - Oscar du meilleur film étranger à Hollywood en 1970.

- Remparts d'argile
  - Prix Jean-Vigo en 1971

- Chronique des années de braise
  - Palme d'Or au Festival de Cannes en 1975.

- Le Vent des Aurès
  - Prix de la première Œuvre au festival de Cannes.
  - Prix du meilleur scénario.
  - Grand prix de l'Union des écrivains soviétiques.
  - Gazelle d'Or à Tanger (Maroc) en 1968.

- Le Charbonnier
  - Tanit d'argent aux Journées cinématographiques de Carthage en 1972.
  - Prix de la Critique Internationale du 7e art à Ouagadougou en 1973.
  - Sélection au prix Georges Sadoul en 1973.
  - Prix de l'Office Catholique International de Berlin en 1974.

- Omar Gatlato
  - Médaille d'Argent à Moscou en 1977.
  - Sélection à Cannes en 1977.
  - Prix à Karlovyvary en 1978.

- Les Aventures d'un héros
  - Tanit d'or aux Journées cinématographiques de Carthage en 1978.

- Les Enfants du vent
  - Prix de la fiction au 7e Festival du Court Métrage et du Documentaire à Lille (France) décembre 1979.
  - Prix de Critique. Venise 1981.
  - Sélection par le Festival Panafricain du cinéma à Ouagadougou 1979.

- Moissons d'acier
  - Épée d'Or Grand Prix du Festival de Damas 1983.
  - Prix du Syndicat de l'Union des Artistes. Festival de Damas.
  - Sélection au Festival International de Moscou 1983.

- Aliénations
  - Grand Prix de la Biennale des cinémas arabes, 2004.
  - Grand Prix des Bibliothèques, Festival du cinéma du réel 2004.
  - Magnolia Award, Festival international de Shanghaï.

- La Chine est encore loin
  - Grand Prix du festival de Munich 2009.
  - Prix du jury, Festival des 3 Continents, Nantes 2008.

- La Place
  - Prix de la meilleure musique de film au festival du cinéma méditerranéen de Montpellier (France), 2011.
  - Prix du système des Nations unies au festival du cinéma de Ouaga Dougou[réf. souhaitée] (Burkina Faso), 2011.
  - Double prix de la meilleure interprétation féminine et celle masculine au festival du cinéma arabe d'Oran (Algérie), 2011.
  - Mention spéciale du jury au festival du cinéma de Tétouan (Maroc), 2011.

### Listes et catégories
- (en) Films A-Z
- (en) Réalisateurs, Acteurs